# Netomocera africana
Netomocera africana is een vliesvleugelig insect uit de familie Pteromalidae. De wetenschappelijke naam is voor het eerst geldig gepubliceerd in 1971 door Hedqvist.